# Aisling Judge
Aisling Judge es una científica irlandesa de Kinsale, en el condado de Cork. Ganó la 42.ª Exposición de Jóvenes Científicos y Tecnología en 2006, a los 13 años. Fue la ganadora más joven en la historia de la competición, hasta que su récord fue batido dos años después por Emer Jones, de 13 años, de Tralee, en el condado de Kerry.[1][2] Posteriormente, Judge quedó en tercer lugar en el 18.º Concurso de la Unión Europea para Jóvenes Científicos.

## Exposición de jóvenes científicos y tecnología
Al momento de ganar, Judge cursaba segundo año en la Escuela Comunitaria de Kinsale. Su proyecto consistía en crear un dispositivo para indicar cuándo los alimentos envasados estaban caducados. Se titulaba "Desarrollo y evaluación de un indicador biológico del deterioro de los alimentos". Los jueces calificaron su trabajo de "un uso sumamente innovador y creativo de la biología experimental", "impresionante" y "un uso novedoso de la tecnología". 
Judge también fue parte de lo que se convertiría en la primera escuela del país a la que asistieron múltiples ganadores de la Exposición de Jóvenes Científicos y Tecnología en 2009, cuando sus compañeros Liam McCarthy y John D. O'Callaghan ganaron el mismo premio mientras ella aún era estudiante allí. McCarthy y O'Callaghan citaron su éxito como una influencia para alentarlos a competir y ayudarlos a lograr su victoria. 
Judge ganó la Exposición de Jóvenes Científicos y Tecnología en la RDS, Dublín, el 13 de enero de 2006. 

## Apariciones en los medios, más competiciones
En 2007, Judge apareció en el segmento Turkey Talking del programa de televisión infantil Dustin's Daily News para hablar sobre un CD que había creado para ayudar a los estudiantes de ciencias con la revisión de sus exámenes.  Terminó en tercer lugar en el 18º Concurso de la Unión Europea para Jóvenes Científicos,  que se celebró en Suecia. 

## Educación
El juez obtuvo una licenciatura en ingeniería química en el University College de Dublín y una maestría en ingeniería bioquímica en el University College de Londres.  